# Peonagem

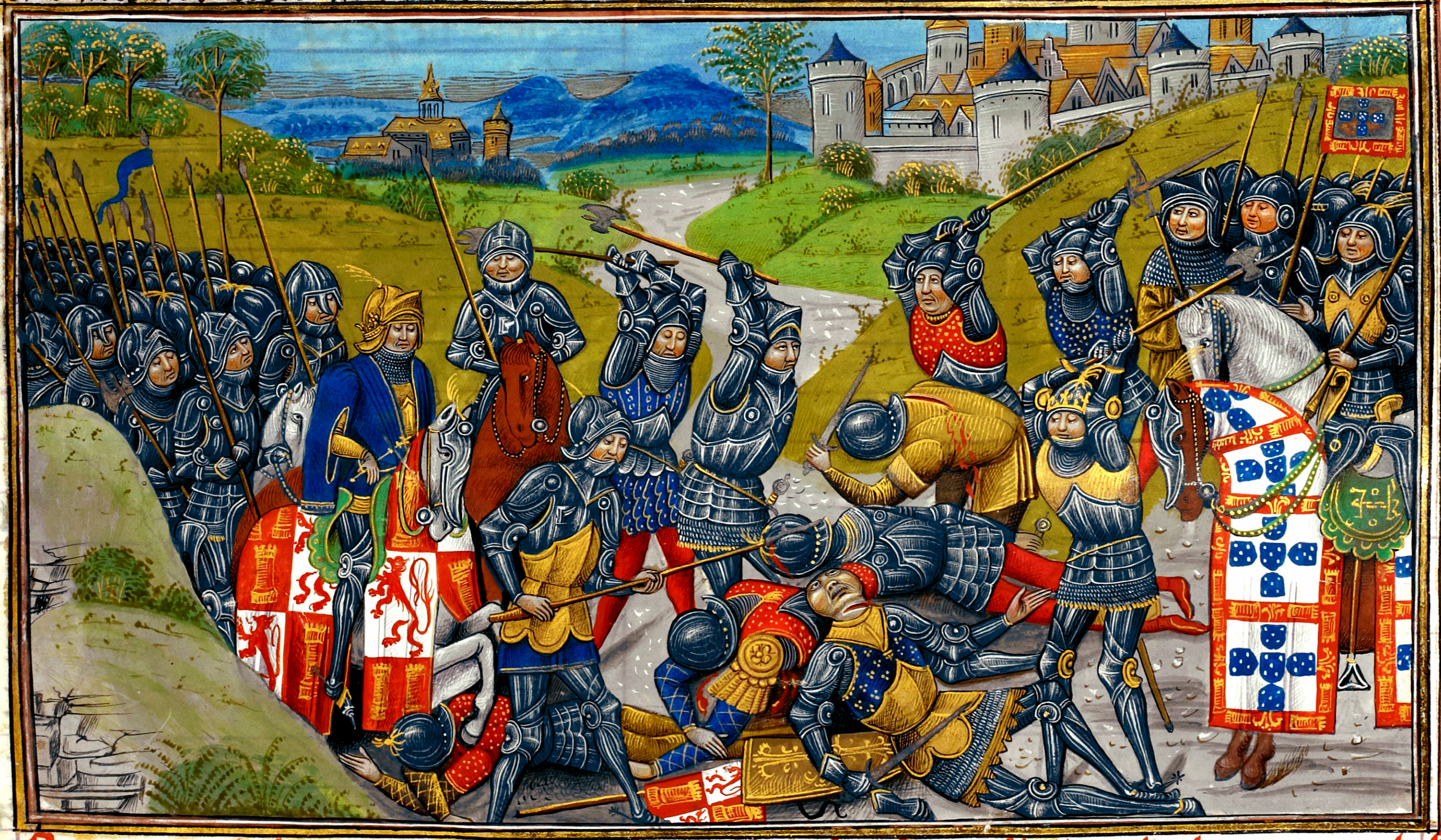
Infantaria na Batalha de Aljubarrota

A peonagem constituía a infantaria na Idade Média. Era composta pelos homens a pé que acompanhavam os fidalgos e os prelados nas hostes, os peões (infantes) vindos dos concelhos e que se situavam hierarquicamente abaixo dos cavaleiros-vilãos. Eram peões aqueles que não tinham bens suficientes para possuírem cavalo. A seguir viriam os besteiros do conto, também a pé.
Armados de lança ou de pique, os peões constituíam a melhor tropa de infantaria. Consoante os seus rendimentos, eram obrigados a ter espaldeira, gorjeira, cutelo (faca), machado, escudo e lança, arco ou besta.
Os besteiros eram em menor número porque a besta era mais dispendiosa e, também, de manejo mais difícil. O escudo (cetra), os dardos, o arco para flechas, os virotões, os fundos, as adagas, os punhais, etc. eram também utilizados pelos peões.
A besta usada pela infantaria era a besta de polé (uma besta com arco de lâmina metálico, que era armada com um sistema de roldanas, a polé, dando-lhe grande força e poder de penetração). Era pesada e por isso, como os arcos muito mais leves, os arqueiros levavam vantagem relativamente aos besteiros. Também existiram besteiros a cavalo, utilizando a besta de Garrucha (uma besta armada por meio de um gancho ou garra de ferro preso a um cinto), que era muito mais leve do que a besta de polé.
As bestas lançavam seras, virotões e balas de barro ou de chumbo. Os besteiros, para se protegerem, apoiavam no chão os seus escudos. Era variável a relação entre o número de besteiros e o dos peões, beneficiando os primeiros de maiores regalias e de mais importância social. Provindos dos mestres (ou ofícios) os besteiros exercitavam-se no manejo das suas armas atingindo grande destreza a atirar com as bestas. 
Na batalha de Aljubarrota intervieram 900 besteiros e 4000 peões, isto é, aí a proporção era de 1 para 4. Mas, ao penetrar em Castela, D. João I levou consigo 2000 besteiros e 4000 peões, pelo que a proporção passou a ser de 1 para 2.
A Batalha de Aljubarrota decorreu no final da tarde de 14 de Agosto de 1385, entre tropas portuguesas comandadas por D. João I de Portugal e o seu condestável D. Nuno Álvares Pereira, e o exército castelhano de D. Juan I de Castela. A batalha deu-se no campo de S. Jorge, nas imediações da vila de Aljubarrota, entre as localidades de Leiria e Alcobaça no centro de Portugal.
O resultado foi uma derrota definitiva dos castelhanos e o fim da crise de 1383-1385, e a consolidação de D. João I como rei de Portugal, o primeiro da dinastia de Avis. A paz com Castela só veio a estabelecer-se em 1411.